# Poços de Caldas (gemeente)
Poços de Caldas is een gemeente in de Braziliaanse deelstaat Minas Gerais. De gemeente telt 168.641 inwoners (schatting 2020).

## Aangrenzende gemeenten
De gemeente grenst aan Andradas, Bandeira do Sul, Botelhos, Caldas, Campestre, Águas da Prata (SP), Caconde (SP), Divinolândia (SP) en São Sebastião da Grama (SP).